# Ergativité scindée
On parle d'ergativité scindée (split ergativity en anglais) lorsque la structure d'actance d'une langue présente des caractéristiques de l'alignement accusatif dans certaines situations, et des caractéristiques de l'alignement ergatif dans d'autres. Les conditions régissant l'emploi de l'un ou l'autre dépendent des langues.

## Conditions de la scission

### Présence d'un participant au discours/Personnes grammaticales
En dyirbal ou en sahaptin, le modèle employé peut changer en fonction de la personne des pronoms employés. Dans la première, la construction des phrases peut prendre une tournure accusative si un pronom de la première ou de la deuxième personne est employé. C'est donc la présence d'un des participants au discours qui change le comportement syntaxique des actants. On peut assimiler cette distinction au niveau d'animéité de ces pronoms, hiérarchiquement supérieurs à une personne qui n'est pas présente ni adressée (troisième personne).
En sahaptin, le suffixe ergatif n'apparaît que sur le sujet à la troisième d'un verbe transitif quand son objet est une deuxième ou une troisième personne.
| Sahaptin             | ku=š              | i-q̓ínu-šan-a           | ína               | wínš-nɨm          |
| Formes grammaticales | et-1S             | 3S.NOM-voir-IMPERF.PAS | moi               | homme-ERG         |
| Français             | Et l'homme me vit | Et l'homme me vit      | Et l'homme me vit | Et l'homme me vit |

| Sahaptin             | ku=nam            | i-q̓ínu-šan-a           | ína               | wínš-nɨm          |
| Formes grammaticales | et-2S             | 3S.NOM-voir-IMPERF.PAS | 2S-ACC            | homme-ERG         |
| Français             | Et l'homme te vit | Et l'homme te vit      | Et l'homme te vit | Et l'homme te vit |

| Sahaptin             | ku                | i-q̓ínu-šan-a           | paanáy            | wínš              |
| Formes grammaticales | et                | 3S.NOM-voir-IMPERF.PAS | 3S                | homme             |
| Français             | Et l'homme le vit | Et l'homme le vit      | Et l'homme le vit | Et l'homme le vit |

Il faut aussi noter que le sahaptin est une langue directe-inverse amenée à marquer l'ergatif sur le sujet à la 2e personne d'un verbe transitif dont l'objet est à la 1re personne.
De même, le sumérien se comporte comme une langue accusative au premières et deuxièmes personnes du présent et du futur, mais comme une langue ergative aux autres personnes.

### Perfectivité
Dans les langues indo-iraniennes, les actants sont marqués selon un modèle ergatif avec l'aspect perfectif, et selon un modèle accusatif avec l'aspect imperfectif. D'autres langues proches associent le temps du passé à l'ergativité.
En hindoustani par exemple, le sujet d'un verbe transitif perfectif à la voix active suit un modèle ergatif, mais n'importe quel autre aspect suit un modèle nominatif.
| Hindoustani          | लड़का                       | किताब                       | ख़रीदता                      | है                         |
| Romanisation         | laṛkā                     | kitāb                     | xarīdtā                   | hai                       |
| Formes grammaticales | garçon-NOM                | livre-NOM                 | acheter-IMPERF            | être-PRE                  |
| Français             | le garçon achète un livre | le garçon achète un livre | le garçon achète un livre | le garçon achète un livre |

| Hindoustani          | लड़के-ने                       | किताब                         | ख़रीदी                         |
| Romanisation         | laṛke-ne                    | kitāb                       | xarīdī                      |
| Formes grammaticales | garçon-ERG                  | livre-NOM                   | acheter-PERF                |
| Français             | le garçon a acheté un livre | le garçon a acheté un livre | le garçon a acheté un livre |

Dans les exemples ci-dessus, les formes grammaticales ne relevant pas de la structure d'actance ont été retirées.

### Accord et déclinaison
Dans diverses langues austronésiennes, le modèle ergatif est utilisé quand les actants sont déclinés, et le modèle accusatif s'ils sont accordés.

### Agentivité du verbe
En dakota, qui est une langue active, l'actant unique de verbes intransitifs actifs comme « courir » est marqué tel un agent transitif (sur un modèle accusatif) tandis que les verbes intransitifs inactifs comme « se tenir debout » sont marqués comme un objet transitif (sur un modèle ergatif).

### Autres conditions
Une autre condition possible de la scission ergative est la distinction faite d'emphase, de contraste ou de clarté. Dans les langues tibéto-birmanes notamment, le modèle ergatif est trouvé exceptionnellement dans le discours emphasé, mais il devient très commun quand les actants sont des données obtenues d'un discours ; dès lors, le modèle peut être ergatif régulier, ergatif scindé et même ergatif actif.